# Olivia Rodrigo/Auszeichnungen für Musikverkäufe

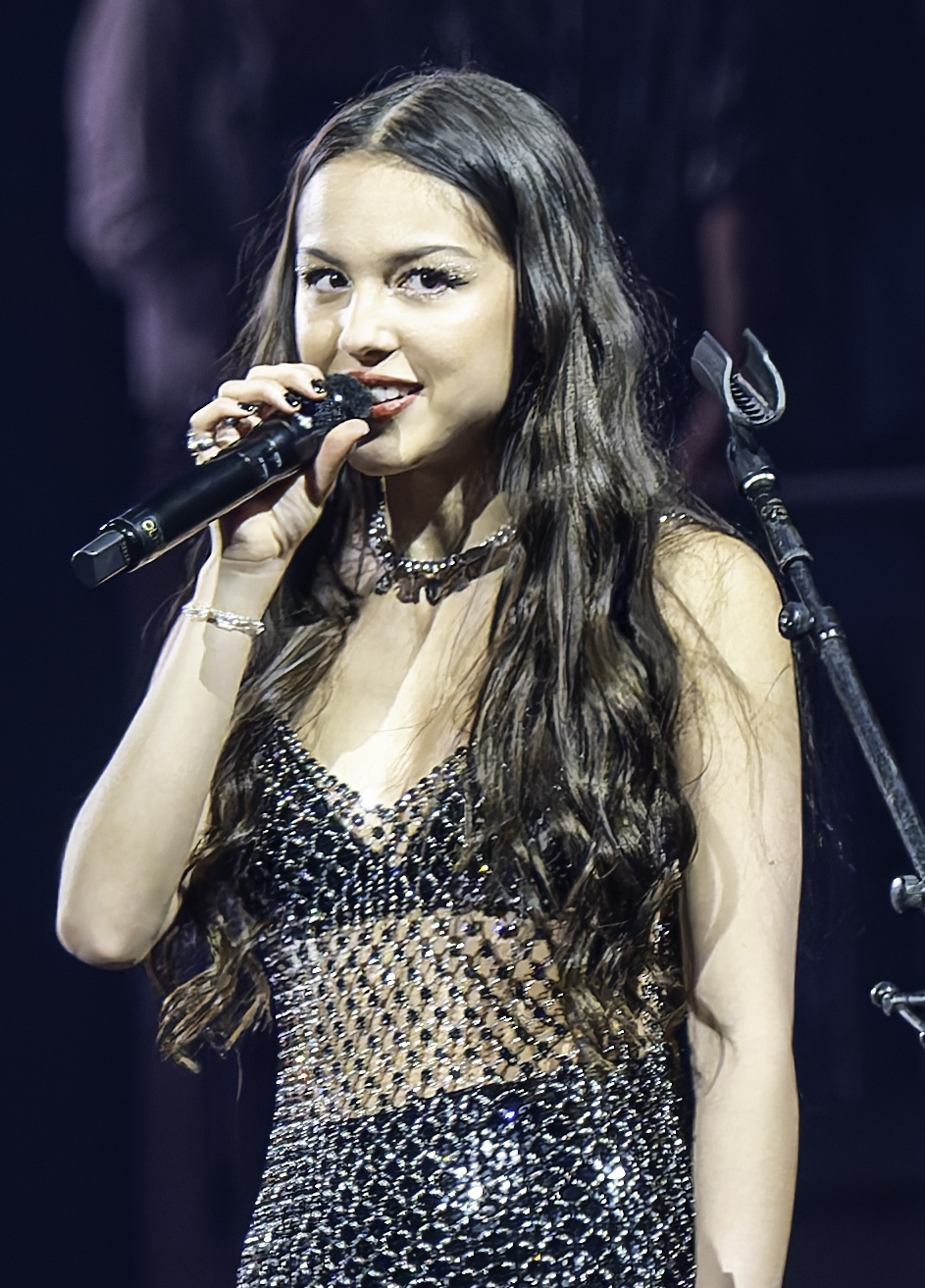
Olivia Rodrigo (2024)

Dies ist eine Übersicht über die Auszeichnungen für Musikverkäufe der US-amerikanischen Popsängerin Olivia Rodrigo. Die Auszeichnungen finden sich nach ihrer Art (Gold, Platin usw.), nach Staaten getrennt in chronologischer Reihenfolge, geordnet sowie nach den Tonträgern selbst, ebenfalls in chronologischer Reihenfolge, getrennt nach Medium (Alben, Singles usw.), wieder.

## Auszeichnungen
| - Vereinigtes Königreich - 2022: für das Lied Hope Ur OK - 2024: für das Lied All-American Bitch - 2024: für das Lied The Grudge - 2024: für das Lied Lacy - 2024: für das Lied Love Is Embarrassing - 2024: für die Single Obsessed - 2024: für das Lied Making the Bed - 2025: für das Lied Ballad of a Homeschooled Girl - 2025: für das Lied Logical - 2025: für das Lied So American - 2025: für das Lied Pretty Isn’t Pretty - Australien - 2024: für die Single Wondering - 2024: für das Lied Ballad of a Homeschooled Girl - 2024: für das Lied Logical - 2024: für das Lied Making the Bed - 2024: für das Lied Pretty Isn’t Pretty - 2024: für das Lied So American - 2024: für das Lied Teenage Dream - Belgien - 2022: für das Lied Traitor - 2024: für die Single Bad Idea Right? - 2024: für die Single Can’t Catch Me Now - Brasilien - 2024: für die Single Wondering - 2024: für das Lied Logical - 2024: für das Lied Lacy - Dänemark - 2022: für die Single All I Want - 2022: für die Single Deja Vu - 2023: für das Lied Favorite Crime - 2024: für die Single Vampire - 2024: für das Lied Happier - Deutschland - 2023: für das Album Sour - 2025: für das Album Guts - Frankreich - 2023: für die Single Deja Vu - 2023: für das Lied Happier - 2024: für das Album Guts - 2024: für das Lied Jealousy, Jealousy - 2024: für das Lied Favorite Crime - 2025: für die Single Can’t Catch Me Now - Griechenland - 2021: für das Lied Traitor - 2023: für die Single Vampire - Island - 2022: für das Album Sour - Italien - 2021: für die Single Deja Vu - 2022: für das Lied Traitor - 2024: für das Lied Jealousy, Jealousy - 2024: für das Album Guts - Kanada - 2024: für das Lied The Grudge - 2024: für das Lied Love Is Embarrassing - 2024: für das Lied Logical - 2024: für das Lied Making the Bed - 2024: für das Lied Ballad of a Homeschooled Girl - 2024: für das Lied Lacy - 2024: für das Lied All-American Bitch - 2024: für das Lied Pretty Isn’t Pretty - Mexiko - 2023: für das Lied 1 Step Forward, 3 Steps Back - 2023: für das Lied Enough for You - 2023: für das Lied Hope Ur OK - 2025: für das Album Guts - 2025: für die Single Bad Idea Right? - 2025: für das Lied Get Him Back! - Neuseeland - 2021: für das Lied Favorite Crime - 2023: für die Single Vampire - Norwegen - 2021: für das Lied Favorite Crime - 2021: für das Lied Happier - Polen - 2023: für das Lied Brutal - 2023: für die Single All I Want - 2024: für die Single Can’t Catch Me Now - 2024: für die Single Bad Idea Right? - Portugal - 2021: für das Lied Favorite Crime - 2021: für das Lied Happier - 2021: für das Lied Jealousy, Jealousy - 2021: für die Single All I Want - 2022: für das Lied Brutal - 2023: für die Single Bad Idea Right? - 2024: für das Album Guts - Schweden - 2021: für die Single All I Want - 2022: für das Lied Traitor - 2022: für die Single Deja Vu - Schweiz - 2024: für die Single Vampire - Spanien - 2024: für die Single All I Want - 2024: für das Lied Brutal - 2024: für das Lied Jealousy, Jealousy - 2024: für die Single Bad Idea Right? - 2024: für das Lied 1 Step Forward, 3 Steps Back - 2024: für das Lied Enough for You - Vereinigte Staaten - 2023: für die Kompilation High School Musical: The Musical: The Series: The Soundtrack - Vereinigtes Königreich - 2024: für das Lied 1 Step Forward, 3 Steps Back - 2024: für das Lied Enough for You - 2024: für das Lied Get Him Back! - 2025: für die Single Can’t Catch Me Now - Zentralamerika - 2021: für die Single Good 4 U | - Australien - 2023: für das Lied Enough for You - 2023: für das Lied Happier - 2023: für das Lied Jealousy, Jealousy - 2023: für das Lied Hope Ur OK - 2024: für das Lied All-American Bitch - 2024: für die Single Can’t Catch Me Now - 2024: für das Lied Lacy - 2024: für das Lied Love Is Embarrassing - 2024: für die Single Obsessed - 2024: für das Lied The Grudge - 2025: für das Album Guts - Belgien - 2021: für die Single Drivers License - 2024: für die Single Vampire - Brasilien - 2024: für das Lied Hope Ur OK - 2024: für das Lied Get Him Back! - 2024: für das Album Guts - 2025: für das Lied Love Is Embarrassing - 2025: für das Lied Ballad of a Homeschooled Girl - 2025: für das Lied The Grudge - 2025: für das Lied So American - 2025: für das Lied Making the Bed - Dänemark - 2024: für das Lied Traitor - 2025: für das Album Guts - Deutschland - 2022: für die Single Drivers License - Frankreich - 2024: für die Single Vampire - 2025: für das Lied Traitor - Griechenland - 2021: für die Single Drivers License - 2021: für die Single Good 4 U - Italien - 2021: für die Single Drivers License - 2021: für die Single Good 4 U - 2022: für das Album Sour - 2024: für die Single Vampire - Kanada - 2020: für die Single All I Want - 2023: für das Lied Hope Ur OK - 2024: für das Lied Get Him Back! - 2024: für das Album Guts - 2024: für die Single Can’t Catch Me Now - 2025: für die Single Bad Idea Right? - Neuseeland - 2021: für die Single Deja Vu - 2021: für das Lied Traitor - Norwegen - 2021: für die Single All I Want - 2021: für das Lied Traitor - 2021: für die Single Deja Vu - Österreich - 2021: für die Single Drivers License - 2022: für das Album Sour - Polen - 2022: für das Lied Traitor - 2023: für das Lied Jealousy, Jealousy - 2024: für das Lied Happier - 2024: für das Album Guts - 2024: für die Single Vampire - 2024: für das Lied Favorite Crime - Portugal - 2021: für die Single Deja Vu - 2022: für das Album Sour - Schweiz - 2021: für die Single Drivers License - Singapur - 2021: für das Album Sour - Spanien - 2024: für die Single Deja Vu - 2024: für das Lied Traitor - 2024: für die Single Vampire - 2024: für das Lied Favorite Crime - 2024: für das Album Guts - 2025: für das Lied Happier - Vereinigte Staaten - 2023: für das Lied Hope Ur OK - 2023: für das Lied Enough for You - 2023: für das Lied 1 Step Forward, 3 Steps Back - 2023: für die Single Vampire - Vereinigtes Königreich - 2023: für die Single All I Want - 2023: für das Lied Favorite Crime - 2024: für das Lied Jealousy, Jealousy - 2024: für das Lied Brutal - 2024: für das Lied Happier - 2024: für die Single Bad Idea Right? - Zentralamerika - 2021: für die Single Drivers License - 2025: für die Single Vampire - Deutschland - 2023: für die Single Good 4 U - Mexiko - 2023: für das Lied Brutal - 2025: für die Single Vampire | - Australien - 2023: für das Lied Brutal - 2024: für die Single Bad Idea Right? - 2024: für das Lied 1 Step Forward, 3 Steps Back - 2024: für das Lied Get Him Back! - Brasilien - 2024: für das Lied Enough for You - 2024: für das Lied 1 Step Forward, 3 Steps Back - 2024: für die Single Bad Idea Right? - 2025: für das Lied All-American Bitch - Dänemark - 2023: für die Single Drivers License - 2023: für die Single Good 4 U - Frankreich - 2025: für das Album Sour - Kanada - 2024: für das Lied Enough for You - 2024: für das Lied 1 Step Forward, 3 Steps Back - Mexiko - 2023: für die Single Good 4 U - 2023: für das Lied Traitor - Neuseeland - 2025: für das Album Guts - Norwegen - 2021: für die Single Good 4 U - Polen - 2023: für die Single Good 4 U - 2024: für die Single Deja Vu - Portugal - 2022: für das Lied Traitor - Schweden - 2022: für die Single Drivers License - 2022: für die Single Good 4 U - Spanien - 2023: für das Album Sour - 2024: für die Single Good 4 U - Vereinigte Staaten - 2023: für das Lied Jealousy, Jealousy - 2023: für das Lied Brutal - 2023: für das Lied Happier - 2024: für die Single All I Want - Vereinigtes Königreich - 2024: für das Lied Traitor - 2024: für die Single Vampire - 2024: für die Single Deja Vu - 2025: für das Album Guts - Mexiko - 2023: für die Single Deja Vu - 2023: für das Lied Favorite Crime - Australien - 2024: für die Single All I Want - 2024: für das Lied Favorite Crime - Brasilien - 2021: für das Album Sour - 2024: für das Lied Brutal - Dänemark - 2024: für das Album Sour - Finnland - 2023: für das Album Sour - Kanada - 2023: für das Lied Favorite Crime - 2024: für die Single Vampire - 2024: für das Lied Jealousy, Jealousy - 2024: für das Lied Happier - 2024: für das Lied Brutal - Mexiko - 2023: für das Lied Happier - 2023: für das Lied Jealousy, Jealousy - Norwegen - 2021: für das Album Sour - 2021: für die Single Drivers License - Polen - 2024: für die Single Drivers License - Portugal - 2022: für die Single Good 4 U - 2025: für die Single Vampire - Spanien - 2024: für die Single Drivers License - Vereinigte Staaten - 2023: für das Lied Favorite Crime - Vereinigtes Königreich - 2023: für die Single Drivers License - 2024: für das Album Sour - Australien - 2025: für das Album Sour - Belgien - 2022: für das Album Sour - Mexiko - 2023: für die Single Drivers License - Portugal - 2024: für die Single Drivers License - Vereinigte Staaten - 2023: für das Album Sour - 2023: für die Single Deja Vu - 2023: für das Lied Traitor - Vereinigtes Königreich - 2024: für die Single Good 4 U - Mexiko - 2023: für das Album Sour - Australien - 2024: für das Lied Traitor - 2024: für die Single Vampire - Irland - 2021: für die Single Drivers License - Kanada - 2024: für das Lied Traitor - 2024: für das Album Sour - Neuseeland - 2024: für das Album Sour - 2024: für die Single Drivers License - 2024: für die Single Good 4 U - Australien - 2024: für die Single Deja Vu - Kanada - 2024: für die Single Deja Vu - Vereinigte Staaten - 2023: für die Single Drivers License - Vereinigte Staaten - 2023: für die Single Good 4 U - Kanada - 2024: für die Single Drivers License - Australien - 2024: für die Single Drivers License - 2024: für die Single Good 4 U - Brasilien - 2024: für das Lied Favorite Crime - 2024: für das Lied Happier - 2024: für die Single All I Want - 2025: für die Single Can’t Catch Me Now - Frankreich - 2023: für die Single Good 4 U - 2024: für die Single Drivers License - Kanada - 2024: für die Single Good 4 U - Mexiko - 2023: für die Single Deja Vu - 2023: für die Single Drivers License - 2023: für die Single Good 4 U - 2023: für das Lied Traitor - Niederlande - 2025: für das Album Sour - Polen - 2024: für das Album Sour - Brasilien - 2024: für die Single Deja Vu - 2024: für das Lied Jealousy, Jealousy - 2025: für die Single Vampire - Brasilien - 2021: für die Single Drivers License - 2024: für das Lied Traitor - Brasilien - 2024: für die Single Good 4 U |

## Auszeichnungen nach Alben

### High School Musical: The Musical: The Series: The Soundtrack
| Land/Region               | Auszeichnungen für Musikverkäufe (Land/Region, Auszeichnung, Verkäufe) | Verkäufe |
| ------------------------- | ---------------------------------------------------------------------- | -------- |
| Vereinigte Staaten (RIAA) | Gold                                                                   | 500.000  |
| Insgesamt                 | 1× Gold ·                                                              | 500.000  |

### Sour
| Land/Region                  | Auszeichnungen für Musikverkäufe (Land/Region, Auszeichnung, Verkäufe) | Verkäufe  |
| ---------------------------- | ---------------------------------------------------------------------- | --------- |
| Australien (ARIA)            | 4× Platin                                                              | 280.000   |
| Belgien (BRMA)               | 4× Platin                                                              | 80.000    |
| Brasilien (PMB)              | 3× Platin                                                              | 120.000   |
| Dänemark (IFPI)              | 3× Platin                                                              | 60.000    |
| Deutschland (BVMI)           | Gold                                                                   | 100.000   |
| Finnland (IFPI)              | 3× Platin                                                              | 60.000    |
| Frankreich (SNEP)            | 2× Platin                                                              | 200.000   |
| Island (IFPI)                | Gold                                                                   | 2.500     |
| Italien (FIMI)               | Platin                                                                 | 50.000    |
| Kanada (MC)                  | 5× Platin                                                              | 400.000   |
| Mexiko (AMPROFON)            | 9× Gold                                                                | 630.000   |
| Neuseeland (RMNZ)            | 5× Platin                                                              | 75.000    |
| Niederlande (NVPI)           | Diamant                                                                | 90.000    |
| Norwegen (IFPI)              | 3× Platin                                                              | 60.000    |
| Österreich (IFPI)            | Platin                                                                 | 15.000    |
| Polen (ZPAV)                 | Diamant                                                                | 100.000   |
| Portugal (AFP)               | Platin                                                                 | 15.000    |
| Singapur (RIAS)              | Platin                                                                 | 10.000    |
| Spanien (Promusicae)         | 2× Platin                                                              | 80.000    |
| Vereinigte Staaten (RIAA)    | 4× Platin                                                              | 4.000.000 |
| Vereinigtes Königreich (BPI) | 3× Platin                                                              | 900.000   |
| Insgesamt                    | 3× Gold · 49× Platin · 2× Diamant ·                                    | 7.357.500 |

### Guts
| Land/Region                  | Auszeichnungen für Musikverkäufe (Land/Region, Auszeichnung, Verkäufe) | Verkäufe  |
| ---------------------------- | ---------------------------------------------------------------------- | --------- |
| Australien (ARIA)            | Platin                                                                 | 70.000    |
| Brasilien (PMB)              | Platin                                                                 | 40.000    |
| Dänemark (IFPI)              | Platin                                                                 | 20.000    |
| Deutschland (BVMI)           | Gold                                                                   | 75.000    |
| Frankreich (SNEP)            | Gold                                                                   | 50.000    |
| Italien (FIMI)               | Gold                                                                   | 25.000    |
| Kanada (MC)                  | Platin                                                                 | 80.000    |
| Mexiko (AMPROFON)            | Gold                                                                   | 70.000    |
| Neuseeland (RMNZ)            | 2× Platin                                                              | 30.000    |
| Polen (ZPAV)                 | Platin                                                                 | 20.000    |
| Portugal (AFP)               | Gold                                                                   | 3.500     |
| Spanien (Promusicae)         | Platin                                                                 | 40.000    |
| Vereinigtes Königreich (BPI) | 2× Platin                                                              | 600.000   |
| Insgesamt                    | 5× Gold · 10× Platin ·                                                 | 1.123.500 |

## Auszeichnungen nach Singles

### Wondering
| Land/Region       | Auszeichnungen für Musikverkäufe (Land/Region, Auszeichnung, Verkäufe) | Verkäufe |
| ----------------- | ---------------------------------------------------------------------- | -------- |
| Australien (ARIA) | Gold                                                                   | 35.000   |
| Brasilien (PMB)   | Gold                                                                   | 20.000   |
| Insgesamt         | 2× Gold ·                                                              | 55.000   |

### All I Want
| Land/Region                  | Auszeichnungen für Musikverkäufe (Land/Region, Auszeichnung, Verkäufe) | Verkäufe  |
| ---------------------------- | ---------------------------------------------------------------------- | --------- |
| Australien (ARIA)            | 3× Platin                                                              | 210.000   |
| Brasilien (PMB)              | Diamant                                                                | 160.000   |
| Dänemark (IFPI)              | Gold                                                                   | 45.000    |
| Kanada (MC)                  | Platin                                                                 | 80.000    |
| Norwegen (IFPI)              | Platin                                                                 | 60.000    |
| Polen (ZPAV)                 | Gold                                                                   | 25.000    |
| Portugal (AFP)               | Gold                                                                   | 5.000     |
| Schweden (IFPI)              | Gold                                                                   | 40.000    |
| Spanien (Promusicae)         | Gold                                                                   | 30.000    |
| Vereinigte Staaten (RIAA)    | 2× Platin                                                              | 2.000.000 |
| Vereinigtes Königreich (BPI) | Platin                                                                 | 600.000   |
| Insgesamt                    | 5× Gold · 8× Platin · 1× Diamant ·                                     | 3.255.000 |

### Drivers License
| Land/Region                  | Auszeichnungen für Musikverkäufe (Land/Region, Auszeichnung, Verkäufe) | Verkäufe   |
| ---------------------------- | ---------------------------------------------------------------------- | ---------- |
| Australien (ARIA)            | 11× Platin                                                             | 770.000    |
| Belgien (BRMA)               | Platin                                                                 | 40.000     |
| Brasilien (PMB)              | 3× Diamant                                                             | 480.000    |
| Dänemark (IFPI)              | 2× Platin                                                              | 180.000    |
| Deutschland (BVMI)           | Platin                                                                 | 400.000    |
| Frankreich (SNEP)            | Diamant                                                                | 333.333    |
| Griechenland (IFPI)          | Platin                                                                 | 20.000     |
| Irland (IRMA)                | 5× Platin                                                              | 75.000     |
| Italien (FIMI)               | Platin                                                                 | 70.000     |
| Kanada (MC)                  | 9× Platin                                                              | 720.000    |
| Mexiko (AMPROFON)            | Diamant · + 4× Platin                                                  | 1.260.000  |
| Neuseeland (RMNZ)            | 5× Platin                                                              | 150.000    |
| Norwegen (IFPI)              | 3× Platin                                                              | 180.000    |
| Österreich (IFPI)            | Platin                                                                 | 30.000     |
| Polen (ZPAV)                 | 3× Platin                                                              | 150.000    |
| Portugal (AFP)               | 4× Platin                                                              | 40.000     |
| Schweden (IFPI)              | 2× Platin                                                              | 160.000    |
| Schweiz (IFPI)               | Platin                                                                 | 20.000     |
| Spanien (Promusicae)         | 3× Platin                                                              | 180.000    |
| Vereinigte Staaten (RIAA)    | 6× Platin                                                              | 6.000.000  |
| Vereinigtes Königreich (BPI) | 3× Platin                                                              | 2.000.000  |
| Zentralamerika (CFC)         | Platin                                                                 | 70.000     |
| Insgesamt                    | 67× Platin · 5× Diamant ·                                              | 13.328.333 |

### Deja Vu
| Land/Region                  | Auszeichnungen für Musikverkäufe (Land/Region, Auszeichnung, Verkäufe) | Verkäufe  |
| ---------------------------- | ---------------------------------------------------------------------- | --------- |
| Australien (ARIA)            | 6× Platin                                                              | 420.000   |
| Brasilien (PMB)              | 2× Diamant                                                             | 320.000   |
| Dänemark (IFPI)              | Gold                                                                   | 45.000    |
| Frankreich (SNEP)            | Gold                                                                   | 100.000   |
| Italien (FIMI)               | Gold                                                                   | 35.000    |
| Kanada (MC)                  | 6× Platin                                                              | 480.000   |
| Mexiko (AMPROFON)            | Diamant · + 5× Gold                                                    | 1.050.000 |
| Neuseeland (RMNZ)            | Platin                                                                 | 30.000    |
| Norwegen (IFPI)              | Platin                                                                 | 60.000    |
| Polen (ZPAV)                 | 2× Platin                                                              | 100.000   |
| Portugal (AFP)               | Platin                                                                 | 10.000    |
| Schweden (IFPI)              | Gold                                                                   | 40.000    |
| Spanien (Promusicae)         | Platin                                                                 | 60.000    |
| Vereinigte Staaten (RIAA)    | 4× Platin                                                              | 4.000.000 |
| Vereinigtes Königreich (BPI) | 2× Platin                                                              | 1.200.000 |
| Insgesamt                    | 5× Gold · 26× Platin · 3× Diamant ·                                    | 7.950.000 |

### Good 4 U
| Land/Region                  | Auszeichnungen für Musikverkäufe (Land/Region, Auszeichnung, Verkäufe) | Verkäufe   |
| ---------------------------- | ---------------------------------------------------------------------- | ---------- |
| Australien (ARIA)            | 11× Platin                                                             | 770.000    |
| Brasilien (PMB)              | 5× Diamant                                                             | 800.000    |
| Dänemark (IFPI)              | 2× Platin                                                              | 180.000    |
| Deutschland (BVMI)           | 3× Gold                                                                | 600.000    |
| Frankreich (SNEP)            | Diamant                                                                | 333.333    |
| Griechenland (IFPI)          | Platin                                                                 | 20.000     |
| Italien (FIMI)               | Platin                                                                 | 70.000     |
| Kanada (MC)                  | Diamant                                                                | 800.000    |
| Mexiko (AMPROFON)            | Diamant · + 2× Platin                                                  | 980.000    |
| Neuseeland (RMNZ)            | 5× Platin                                                              | 150.000    |
| Norwegen (IFPI)              | 2× Platin                                                              | 120.000    |
| Polen (ZPAV)                 | 2× Platin                                                              | 100.000    |
| Portugal (AFP)               | 3× Platin                                                              | 30.000     |
| Schweden (IFPI)              | 2× Platin                                                              | 160.000    |
| Spanien (Promusicae)         | 2× Platin                                                              | 120.000    |
| Vereinigte Staaten (RIAA)    | 7× Platin                                                              | 7.000.000  |
| Vereinigtes Königreich (BPI) | 4× Platin                                                              | 2.400.000  |
| Zentralamerika (CFC)         | Gold                                                                   | 35.000     |
| Insgesamt                    | 2× Gold · 45× Platin · 8× Diamant ·                                    | 14.678.333 |

### Vampire
| Land/Region                  | Auszeichnungen für Musikverkäufe (Land/Region, Auszeichnung, Verkäufe) | Verkäufe  |
| ---------------------------- | ---------------------------------------------------------------------- | --------- |
| Australien (ARIA)            | 5× Platin                                                              | 350.000   |
| Belgien (BRMA)               | Platin                                                                 | 40.000    |
| Brasilien (PMB)              | 2× Diamant                                                             | 320.000   |
| Dänemark (IFPI)              | Gold                                                                   | 45.000    |
| Frankreich (SNEP)            | Platin                                                                 | 200.000   |
| Griechenland (IFPI)          | Gold                                                                   | 10.000    |
| Italien (FIMI)               | Platin                                                                 | 100.000   |
| Kanada (MC)                  | 3× Platin                                                              | 240.000   |
| Mexiko (AMPROFON)            | 3× Gold                                                                | 210.000   |
| Neuseeland (RMNZ)            | Gold                                                                   | 15.000    |
| Polen (ZPAV)                 | Platin                                                                 | 50.000    |
| Portugal (AFP)               | 3× Platin                                                              | 30.000    |
| Schweiz (IFPI)               | Gold                                                                   | 10.000    |
| Spanien (Promusicae)         | Platin                                                                 | 60.000    |
| Vereinigte Staaten (RIAA)    | Platin                                                                 | 1.000.000 |
| Vereinigtes Königreich (BPI) | 2× Platin                                                              | 1.200.000 |
| Zentralamerika (CFC)         | Platin                                                                 | 70.000    |
| Insgesamt                    | 5× Gold · 21× Platin · 2× Diamant ·                                    | 3.950.000 |

### Bad Idea Right?
| Land/Region                  | Auszeichnungen für Musikverkäufe (Land/Region, Auszeichnung, Verkäufe) | Verkäufe  |
| ---------------------------- | ---------------------------------------------------------------------- | --------- |
| Australien (ARIA)            | 2× Platin                                                              | 140.000   |
| Belgien (BRMA)               | Gold                                                                   | 20.000    |
| Brasilien (PMB)              | 2× Platin                                                              | 80.000    |
| Kanada (MC)                  | Platin                                                                 | 80.000    |
| Mexiko (AMPROFON)            | Gold                                                                   | 70.000    |
| Polen (ZPAV)                 | Gold                                                                   | 25.000    |
| Portugal (AFP)               | Gold                                                                   | 5.000     |
| Spanien (Promusicae)         | Gold                                                                   | 30.000    |
| Vereinigtes Königreich (BPI) | Platin                                                                 | 600.000   |
| Insgesamt                    | 5× Gold · 6× Platin ·                                                  | 1.050.000 |

### Can’t Catch Me Now
| Land/Region                  | Auszeichnungen für Musikverkäufe (Land/Region, Auszeichnung, Verkäufe) | Verkäufe |
| ---------------------------- | ---------------------------------------------------------------------- | -------- |
| Australien (ARIA)            | Platin                                                                 | 70.000   |
| Belgien (BRMA)               | Gold                                                                   | 20.000   |
| Brasilien (PMB)              | Diamant                                                                | 160.000  |
| Frankreich (SNEP)            | Gold                                                                   | 100.000  |
| Kanada (MC)                  | Platin                                                                 | 80.000   |
| Polen (ZPAV)                 | Gold                                                                   | 25.000   |
| Vereinigtes Königreich (BPI) | Gold                                                                   | 400.000  |
| Insgesamt                    | 4× Gold · 2× Platin · 1× Diamant ·                                     | 855.000  |

### Obsessed
| Land/Region                  | Auszeichnungen für Musikverkäufe (Land/Region, Auszeichnung, Verkäufe) | Verkäufe |
| ---------------------------- | ---------------------------------------------------------------------- | -------- |
| Australien (ARIA)            | Platin                                                                 | 70.000   |
| Vereinigtes Königreich (BPI) | Silber                                                                 | 200.000  |
| Insgesamt                    | 1× Silber · 1× Platin ·                                                | 270.000  |

## Auszeichnungen nach Liedern

### Traitor
| Land/Region                  | Auszeichnungen für Musikverkäufe (Land/Region, Auszeichnung, Verkäufe) | Verkäufe  |
| ---------------------------- | ---------------------------------------------------------------------- | --------- |
| Australien (ARIA)            | 5× Platin                                                              | 350.000   |
| Belgien (BRMA)               | Gold                                                                   | 20.000    |
| Brasilien (PMB)              | 3× Diamant                                                             | 480.000   |
| Dänemark (IFPI)              | Platin                                                                 | 90.000    |
| Frankreich (SNEP)            | Platin                                                                 | 200.000   |
| Griechenland (IFPI)          | Gold                                                                   | 10.000    |
| Italien (FIMI)               | Gold                                                                   | 50.000    |
| Kanada (MC)                  | 5× Platin                                                              | 400.000   |
| Mexiko (AMPROFON)            | Diamant · + 2× Platin                                                  | 980.000   |
| Neuseeland (RMNZ)            | Platin                                                                 | 30.000    |
| Norwegen (IFPI)              | Platin                                                                 | 60.000    |
| Polen (ZPAV)                 | Platin                                                                 | 50.000    |
| Portugal (AFP)               | 2× Platin                                                              | 20.000    |
| Schweden (IFPI)              | Gold                                                                   | 40.000    |
| Spanien (Promusicae)         | Platin                                                                 | 60.000    |
| Vereinigte Staaten (RIAA)    | 4× Platin                                                              | 4.000.000 |
| Vereinigtes Königreich (BPI) | 2× Platin                                                              | 1.200.000 |
| Insgesamt                    | 4× Gold · 26× Platin · 4× Diamant ·                                    | 8.040.000 |

### Brutal
| Land/Region                  | Auszeichnungen für Musikverkäufe (Land/Region, Auszeichnung, Verkäufe) | Verkäufe  |
| ---------------------------- | ---------------------------------------------------------------------- | --------- |
| Australien (ARIA)            | 2× Platin                                                              | 140.000   |
| Brasilien (PMB)              | 3× Platin                                                              | 120.000   |
| Kanada (MC)                  | 3× Platin                                                              | 240.000   |
| Mexiko (AMPROFON)            | 3× Gold                                                                | 210.000   |
| Polen (ZPAV)                 | Gold                                                                   | 25.000    |
| Portugal (AFP)               | Gold                                                                   | 5.000     |
| Spanien (Promusicae)         | Gold                                                                   | 30.000    |
| Vereinigte Staaten (RIAA)    | 2× Platin                                                              | 2.000.000 |
| Vereinigtes Königreich (BPI) | Platin                                                                 | 600.000   |
| Insgesamt                    | 4× Gold · 12× Platin ·                                                 | 3.370.000 |

### Enough for You
| Land/Region                  | Auszeichnungen für Musikverkäufe (Land/Region, Auszeichnung, Verkäufe) | Verkäufe  |
| ---------------------------- | ---------------------------------------------------------------------- | --------- |
| Australien (ARIA)            | Platin                                                                 | 70.000    |
| Brasilien (PMB)              | 2× Platin                                                              | 80.000    |
| Kanada (MC)                  | 2× Platin                                                              | 160.000   |
| Mexiko (AMPROFON)            | Gold                                                                   | 70.000    |
| Spanien (Promusicae)         | Gold                                                                   | 30.000    |
| Vereinigte Staaten (RIAA)    | Platin                                                                 | 1.000.000 |
| Vereinigtes Königreich (BPI) | Gold                                                                   | 400.000   |
| Insgesamt                    | 3× Gold · 6× Platin ·                                                  | 1.810.000 |

### Happier
| Land/Region                  | Auszeichnungen für Musikverkäufe (Land/Region, Auszeichnung, Verkäufe) | Verkäufe  |
| ---------------------------- | ---------------------------------------------------------------------- | --------- |
| Australien (ARIA)            | Platin                                                                 | 70.000    |
| Brasilien (PMB)              | Diamant                                                                | 160.000   |
| Dänemark (IFPI)              | Gold                                                                   | 45.000    |
| Frankreich (SNEP)            | Gold                                                                   | 100.000   |
| Kanada (MC)                  | 3× Platin                                                              | 240.000   |
| Mexiko (AMPROFON)            | 3× Platin                                                              | 420.000   |
| Norwegen (IFPI)              | Gold                                                                   | 30.000    |
| Polen (ZPAV)                 | Platin                                                                 | 50.000    |
| Portugal (AFP)               | Gold                                                                   | 5.000     |
| Spanien (Promusicae)         | Platin                                                                 | 60.000    |
| Vereinigte Staaten (RIAA)    | 2× Platin                                                              | 2.000.000 |
| Vereinigtes Königreich (BPI) | Platin                                                                 | 600.000   |
| Insgesamt                    | 4× Gold · 12× Platin · 1× Diamant ·                                    | 3.780.000 |

### Favorite Crime
| Land/Region                  | Auszeichnungen für Musikverkäufe (Land/Region, Auszeichnung, Verkäufe) | Verkäufe  |
| ---------------------------- | ---------------------------------------------------------------------- | --------- |
| Australien (ARIA)            | 3× Platin                                                              | 210.000   |
| Brasilien (PMB)              | Diamant                                                                | 160.000   |
| Dänemark (IFPI)              | Gold                                                                   | 45.000    |
| Frankreich (SNEP)            | Gold                                                                   | 100.000   |
| Kanada (MC)                  | 3× Platin                                                              | 240.000   |
| Mexiko (AMPROFON)            | 5× Gold                                                                | 350.000   |
| Neuseeland (RMNZ)            | Gold                                                                   | 15.000    |
| Norwegen (IFPI)              | Gold                                                                   | 30.000    |
| Polen (ZPAV)                 | Platin                                                                 | 50.000    |
| Portugal (AFP)               | Gold                                                                   | 5.000     |
| Spanien (Promusicae)         | Platin                                                                 | 60.000    |
| Vereinigte Staaten (RIAA)    | 3× Platin                                                              | 3.000.000 |
| Vereinigtes Königreich (BPI) | Platin                                                                 | 600.000   |
| Insgesamt                    | 6× Gold · 14× Platin · 1× Diamant ·                                    | 4.865.000 |

### 1 Step Forward, 3 Steps Back
| Land/Region                  | Auszeichnungen für Musikverkäufe (Land/Region, Auszeichnung, Verkäufe) | Verkäufe  |
| ---------------------------- | ---------------------------------------------------------------------- | --------- |
| Australien (ARIA)            | 2× Platin                                                              | 140.000   |
| Brasilien (PMB)              | 2× Platin                                                              | 80.000    |
| Kanada (MC)                  | 2× Platin                                                              | 160.000   |
| Mexiko (AMPROFON)            | Gold                                                                   | 70.000    |
| Spanien (Promusicae)         | Gold                                                                   | 30.000    |
| Vereinigte Staaten (RIAA)    | Platin                                                                 | 1.000.000 |
| Vereinigtes Königreich (BPI) | Gold                                                                   | 400.000   |
| Insgesamt                    | 3× Gold · 7× Platin ·                                                  | 1.880.000 |

### Jealousy, Jealousy
| Land/Region                  | Auszeichnungen für Musikverkäufe (Land/Region, Auszeichnung, Verkäufe) | Verkäufe  |
| ---------------------------- | ---------------------------------------------------------------------- | --------- |
| Australien (ARIA)            | Platin                                                                 | 70.000    |
| Brasilien (PMB)              | 2× Diamant                                                             | 320.000   |
| Frankreich (SNEP)            | Gold                                                                   | 100.000   |
| Italien (FIMI)               | Gold                                                                   | 50.000    |
| Kanada (MC)                  | 3× Platin                                                              | 240.000   |
| Mexiko (AMPROFON)            | 3× Platin                                                              | 420.000   |
| Polen (ZPAV)                 | Platin                                                                 | 50.000    |
| Portugal (AFP)               | Gold                                                                   | 5.000     |
| Spanien (Promusicae)         | Gold                                                                   | 30.000    |
| Vereinigte Staaten (RIAA)    | 2× Platin                                                              | 2.000.000 |
| Vereinigtes Königreich (BPI) | Platin                                                                 | 600.000   |
| Insgesamt                    | 4× Gold · 11× Platin · 2× Diamant ·                                    | 3.885.000 |

### Hope Ur OK
| Land/Region                  | Auszeichnungen für Musikverkäufe (Land/Region, Auszeichnung, Verkäufe) | Verkäufe  |
| ---------------------------- | ---------------------------------------------------------------------- | --------- |
| Australien (ARIA)            | Platin                                                                 | 70.000    |
| Brasilien (PMB)              | Platin                                                                 | 40.000    |
| Kanada (MC)                  | Platin                                                                 | 80.000    |
| Mexiko (AMPROFON)            | Gold                                                                   | 70.000    |
| Vereinigte Staaten (RIAA)    | Platin                                                                 | 1.000.000 |
| Vereinigtes Königreich (BPI) | Silber                                                                 | 200.000   |
| Insgesamt                    | 1× Silber · 1× Gold · 4× Platin ·                                      | 1.460.000 |

### Get Him Back!
| Land/Region                  | Auszeichnungen für Musikverkäufe (Land/Region, Auszeichnung, Verkäufe) | Verkäufe |
| ---------------------------- | ---------------------------------------------------------------------- | -------- |
| Australien (ARIA)            | 2× Platin                                                              | 140.000  |
| Brasilien (PMB)              | Platin                                                                 | 40.000   |
| Kanada (MC)                  | Platin                                                                 | 80.000   |
| Mexiko (AMPROFON)            | Gold                                                                   | 70.000   |
| Vereinigtes Königreich (BPI) | Gold                                                                   | 400.000  |
| Insgesamt                    | 2× Gold · 4× Platin ·                                                  | 730.000  |

### All-American Bitch
| Land/Region                  | Auszeichnungen für Musikverkäufe (Land/Region, Auszeichnung, Verkäufe) | Verkäufe |
| ---------------------------- | ---------------------------------------------------------------------- | -------- |
| Australien (ARIA)            | Platin                                                                 | 70.000   |
| Brasilien (PMB)              | 2× Platin                                                              | 80.000   |
| Kanada (MC)                  | Gold                                                                   | 40.000   |
| Vereinigtes Königreich (BPI) | Silber                                                                 | 200.000  |
| Insgesamt                    | 1× Silber · 1× Gold · 3× Platin ·                                      | 390.000  |

### The Grudge
| Land/Region                  | Auszeichnungen für Musikverkäufe (Land/Region, Auszeichnung, Verkäufe) | Verkäufe |
| ---------------------------- | ---------------------------------------------------------------------- | -------- |
| Australien (ARIA)            | Platin                                                                 | 70.000   |
| Brasilien (PMB)              | Platin                                                                 | 40.000   |
| Kanada (MC)                  | Gold                                                                   | 40.000   |
| Vereinigtes Königreich (BPI) | Silber                                                                 | 200.000  |
| Insgesamt                    | 1× Silber · 1× Gold · 2× Platin ·                                      | 350.000  |

### Making the Bed
| Land/Region                  | Auszeichnungen für Musikverkäufe (Land/Region, Auszeichnung, Verkäufe) | Verkäufe |
| ---------------------------- | ---------------------------------------------------------------------- | -------- |
| Australien (ARIA)            | Gold                                                                   | 35.000   |
| Brasilien (PMB)              | Platin                                                                 | 40.000   |
| Kanada (MC)                  | Gold                                                                   | 40.000   |
| Vereinigtes Königreich (BPI) | Silber                                                                 | 200.000  |
| Insgesamt                    | 1× Silber · 2× Gold · 1× Platin ·                                      | 315.000  |

### Logical
| Land/Region                  | Auszeichnungen für Musikverkäufe (Land/Region, Auszeichnung, Verkäufe) | Verkäufe |
| ---------------------------- | ---------------------------------------------------------------------- | -------- |
| Australien (ARIA)            | Gold                                                                   | 35.000   |
| Brasilien (PMB)              | Gold                                                                   | 20.000   |
| Kanada (MC)                  | Gold                                                                   | 40.000   |
| Vereinigtes Königreich (BPI) | Silber                                                                 | 200.000  |
| Insgesamt                    | 1× Silber · 3× Gold ·                                                  | 295.000  |

### Lacy
| Land/Region                  | Auszeichnungen für Musikverkäufe (Land/Region, Auszeichnung, Verkäufe) | Verkäufe |
| ---------------------------- | ---------------------------------------------------------------------- | -------- |
| Australien (ARIA)            | Platin                                                                 | 70.000   |
| Brasilien (PMB)              | Gold                                                                   | 20.000   |
| Kanada (MC)                  | Gold                                                                   | 40.000   |
| Vereinigtes Königreich (BPI) | Silber                                                                 | 200.000  |
| Insgesamt                    | 1× Silber · 2× Gold · 1× Platin ·                                      | 330.000  |

### Ballad of a Homeschooled Girl
| Land/Region                  | Auszeichnungen für Musikverkäufe (Land/Region, Auszeichnung, Verkäufe) | Verkäufe |
| ---------------------------- | ---------------------------------------------------------------------- | -------- |
| Australien (ARIA)            | Gold                                                                   | 35.000   |
| Brasilien (PMB)              | Platin                                                                 | 40.000   |
| Kanada (MC)                  | Gold                                                                   | 40.000   |
| Vereinigtes Königreich (BPI) | Silber                                                                 | 200.000  |
| Insgesamt                    | 1× Silber · 2× Gold · 1× Platin ·                                      | 315.000  |

### Love Is Embarrassing
| Land/Region                  | Auszeichnungen für Musikverkäufe (Land/Region, Auszeichnung, Verkäufe) | Verkäufe |
| ---------------------------- | ---------------------------------------------------------------------- | -------- |
| Australien (ARIA)            | Platin                                                                 | 70.000   |
| Brasilien (PMB)              | Platin                                                                 | 40.000   |
| Kanada (MC)                  | Gold                                                                   | 40.000   |
| Vereinigtes Königreich (BPI) | Silber                                                                 | 200.000  |
| Insgesamt                    | 1× Silber · 1× Gold · 2× Platin ·                                      | 350.000  |

### Pretty Isn’t Pretty
| Land/Region                  | Auszeichnungen für Musikverkäufe (Land/Region, Auszeichnung, Verkäufe) | Verkäufe |
| ---------------------------- | ---------------------------------------------------------------------- | -------- |
| Australien (ARIA)            | Gold                                                                   | 35.000   |
| Kanada (MC)                  | Gold                                                                   | 40.000   |
| Vereinigtes Königreich (BPI) | Silber                                                                 | 200.000  |
| Insgesamt                    | 1× Silber · 2× Gold ·                                                  | 275.000  |

### Teenage Dream
| Land/Region       | Auszeichnungen für Musikverkäufe (Land/Region, Auszeichnung, Verkäufe) | Verkäufe |
| ----------------- | ---------------------------------------------------------------------- | -------- |
| Australien (ARIA) | Gold                                                                   | 35.000   |
| Insgesamt         | 1× Gold ·                                                              | 35.000   |

### So American
| Land/Region                  | Auszeichnungen für Musikverkäufe (Land/Region, Auszeichnung, Verkäufe) | Verkäufe |
| ---------------------------- | ---------------------------------------------------------------------- | -------- |
| Australien (ARIA)            | Gold                                                                   | 35.000   |
| Brasilien (PMB)              | Platin                                                                 | 40.000   |
| Vereinigtes Königreich (BPI) | Silber                                                                 | 200.000  |
| Insgesamt                    | 1× Silber · 1× Gold · 1× Platin ·                                      | 275.000  |

## Statistik und Quellen
| Land/RegionAuszeichnungen für Musikverkäufe (Land/Region, Auszeichnungen, Verkäufe, Quellen) | Silber       | Gold       | Platin         | Diamant       | Verkäufe   | Quellen              |
| -------------------------------------------------------------------------------------------- | ------------ | ---------- | -------------- | ------------- | ---------- | -------------------- |
| Australien (ARIA)                                                                            | —            | 7× Gold7   | 67× Platin67   | —             | 4.955.000  | aria.com.au          |
| Belgien (BRMA)                                                                               | —            | 3× Gold3   | 6× Platin6     | —             | 220.000    | ultratop.be          |
| Brasilien (PMB)                                                                              | —            | 3× Gold3   | 22× Platin22   | 21× Diamant21 | 4.300.000  | pro-musicabr.org.br  |
| Dänemark (IFPI)                                                                              | —            | 5× Gold5   | 9× Platin9     | —             | 755.000    | ifpi.dk              |
| Deutschland (BVMI)                                                                           | —            | 3× Gold3   | 2× Platin2     | —             | 1.175.000  | musikindustrie.de    |
| Finnland (IFPI)                                                                              | —            | —          | 3× Platin3     | —             | 60.000     | Einzelnachweise      |
| Frankreich (SNEP)                                                                            | —            | 6× Gold6   | 4× Platin4     | 2× Diamant2   | 1.816.666  | snepmusique.com      |
| Griechenland (IFPI)                                                                          | —            | 2× Gold2   | 2× Platin2     | —             | 60.000     | Einzelnachweise      |
| Irland (IRMA)                                                                                | —            | —          | 5× Platin5     | —             | 75.000     | Einzelnachweise      |
| Island (IFPI)                                                                                | —            | Gold1      | —              | —             | 2.500      | Einzelnachweise      |
| Italien (FIMI)                                                                               | —            | 4× Gold4   | 4× Platin4     | —             | 450.000    | fimi.it              |
| Kanada (MC)                                                                                  | —            | 8× Gold8   | 51× Platin51   | Diamant1      | 5.200.000  | musiccanada.com      |
| Mexiko (AMPROFON)                                                                            | —            | 11× Gold11 | 24× Platin24   | 4× Diamant4   | 6.930.000  | amprofon.com.mx      |
| Neuseeland (RMNZ)                                                                            | —            | 2× Gold2   | 19× Platin19   | —             | 495.000    | radioscope.co.nz NZ2 |
| Niederlande (NVPI)                                                                           | —            | —          | —              | Diamant1      | 90.000     | nvpi.nl              |
| Norwegen (IFPI)                                                                              | —            | 2× Gold2   | 11× Platin11   | —             | 600.000    | ifpi.no              |
| Österreich (IFPI)                                                                            | —            | —          | 2× Platin2     | —             | 45.000     | ifpi.at              |
| Polen (ZPAV)                                                                                 | —            | 4× Gold4   | 13× Platin13   | Diamant1      | 820.000    | olis.pl              |
| Portugal (AFP)                                                                               | —            | 7× Gold7   | 14× Platin14   | —             | 178.500    | Einzelnachweise      |
| Schweden (IFPI)                                                                              | —            | 3× Gold3   | 4× Platin4     | —             | 440.000    | sverigetopplistan.se |
| Schweiz (IFPI)                                                                               | —            | Gold1      | Platin1        | —             | 30.000     | hitparade.ch         |
| Singapur (RIAS)                                                                              | —            | —          | Platin1        | —             | 10.000     | rias.org.sg          |
| Spanien (Promusicae)                                                                         | —            | 6× Gold6   | 13× Platin13   | —             | 920.000    | elportaldemusica.es  |
| Vereinigte Staaten (RIAA)                                                                    | —            | Gold1      | 40× Platin40   | —             | 40.500.000 | riaa.com US2         |
| Vereinigtes Königreich (BPI)                                                                 | 11× Silber11 | 4× Gold4   | 24× Platin24   | —             | 16.900.000 | bpi.co.uk            |
| Zentralamerika (CFC)                                                                         | —            | Gold1      | 2× Platin2     | —             | 175.000    | cfc-musica.com       |
| Insgesamt                                                                                    | 11× Silber11 | 84× Gold84 | 344× Platin344 | 30× Diamant30 |            |                      |